# Épingle à cheveux plate
Une épingle à cheveux plate ou épingle kirby (appelée en anglais bobby pin) est un type d'épingle à cheveux, généralement en métal ou en plastique, utilisée dans la coiffure pour maintenir les cheveux en place. Il s'agit d'une petite épingle à cheveux à deux branches qui se glisse dans les cheveux avec les branches ouvertes, puis les branches flexibles se referment sur les cheveux pour les maintenir en place. Elles sont généralement unies et de couleur discrète, mais certaines sont décorées ou ornées de bijoux. Les épingles à cheveux sont devenues populaires dans les années 1920 pour maintenir les nouvelles coupes de cheveux au carré.

## Utilisations
La principale utilité d'une épingle à cheveux est de maintenir les cheveux en place. En plus des cheveux coupés au carré, les épingles à cheveux sont souvent utilisées dans les coiffures relevées, les chignons et d'autres styles de coiffure où l'on souhaite un look élégant. Pour utiliser une épingle à cheveux, tenez les cheveux dans la position souhaitée et mettez l'épingle à cheveux (côté droit vers le haut) en place.
Les épingles à cheveux peuvent également être utilisées pour maintenir en place des couvre-chefs tels que les bandeaux, les bandanas et les kippas.
Elles peuvent être utilisées comme éléments décoratifs dans les cheveux.
Des caractéristiques, telles que l'action de clipper ou la présence d'une pièce de métal mince et plate facilement disponible, permettent d'utiliser l'épingle à cheveux d'autres façons :
- En guise de crochets de serrures de fortune, redressez deux épingles à cheveux pour crocheter la serrure[3].
- Elles peuvent être utilisées à la place d'une pince à linge pour faire sécher des articles légers[3].
- Elles peuvent être utilisées comme pinces pour maintenir fermés les paquets de plusieurs portions entre deux utilisations[3].
- Elles peuvent être glissées sur les pages d'un livre pour servir de marque-page[3].
- Les épingles à cheveux sont parfois utilisées pour protéger les doigts des brûlures lorsqu'on fume la dernière partie d'une cigarette de marijuana. Dans ce cas, l'épingle à cheveux est connue sous le nom de « pince à cafard » .
- Les épingles à cheveux peuvent être utilisées pour enfiler des lacets dans des trous prédécoupés dans le cuir et d'autres matériaux.

## Apparence
Comme les barrettes, les épingles plates décorées sont parfois destinées à être remarquées dans les cheveux. Une épingle à cheveux décorée peut être ornée de perles, de rubans ou d'autres détails, et est généralement portée pour ramener des sections de cheveux à l'avant tout en ayant l'air décoratif.
Les épingles à cheveux peuvent également être teintées d'une couleur de cheveux, comme par exemple le blond, le brun ou le rouge, pour mieux se fondre dans la chevelure.
Certaines sont fabriquées sans le côté rigide ondulé et sont plutôt lisses et courbées. Elles sont fabriquées de cette manière pour faciliter l'adhérence et rester plus proches et plus étroitement attachées aux cheveux sur lesquels elles sont épinglées.
Les épingles à cheveux peuvent également être rembourrées afin d'éviter de froisser les cheveux.

## Histoire
Les fabricants anglais Kirby, Beard & Co. Ltd. de Birmingham ont fabriqué des épingles à cheveux similaires à l'épingle plate, avant l'invention de cette dernière. L'épingle de marque, la « Kirbigrip », était l'une des épingles produites par Kirby, et elle ressemblait beaucoup à l'épingle à cheveux. L'épingle à cheveux a été inventée par Luis Marcus, un fabricant de cosmétiques basé à San Francisco, après la Première Guerre mondiale, et a été largement utilisée lorsque la coiffure dite « coupe au carré » ou « cheveux au carré » s'est imposée. À l'origine, il vendait deux épingles à cheveux faites à la main pour 35 cents. Bien que Marcus ait envisagé de donner son nom à l'épingle, il l'a appelée bobby en référence à la coiffure au carré. Une marque déposée sur le terme « bobbie pin » a été détenue pendant quelques décennies par Smith Victory Corporation de Buffalo, New York. Une plainte pour violation de marque déposée par Smith Victory Corporation contre Procter & Gamble concernant le nom de leur produit permanent Bobbi a été réglée dans les années 1950 par un paiement de P&G à Smith Victory Corporation. Le terme est désormais d'usage courant et n'est donc plus une marque protégée.